# Un ángel en la ciudad
Un ángel en la ciudad fue una telenovela argentina emitida en 1980 por (Canal 9) protagonizada por Selva Alemán y Jorge Mayorano.

## Guion
La telenovela fue dirigida por Juan David Elicetche y escrita por Gerardo Galván, autor del género en la década de 1970 y 1980 Una escalera al cielo, La sombra, Stefanía y El Rafa.

## Elenco
- Selva Alemán (Malena)
- Jorge Mayorano (Pablo)
- Elsa Berenguer (Antonia)
- Carlos Calvo (Ciro)
- Cecilia Cenci (Sandra)
- Carlos Estrada (Fernando)
- Juan Carlos Galván (Joaquín)
- Marisa Iny
- Mariana Karr (Azucena)
- Mónica Kaufman (Luciana)
- Iris Láinez (Eugenia)
- Aída Luz (Ángela)
- Graciela Mallmann (Patricia)
- Cecilia Maresca
- Joaquín Piñón (Raimúndez)
- Menchu Quesada (Clara)
- Gustavo Rey (Carlitos)
- Raúl Rizzo (Raúl)
- Perla Santalla (Laura)
- Jorge Villalba (Anselmo)